# 앤드류 톰브스

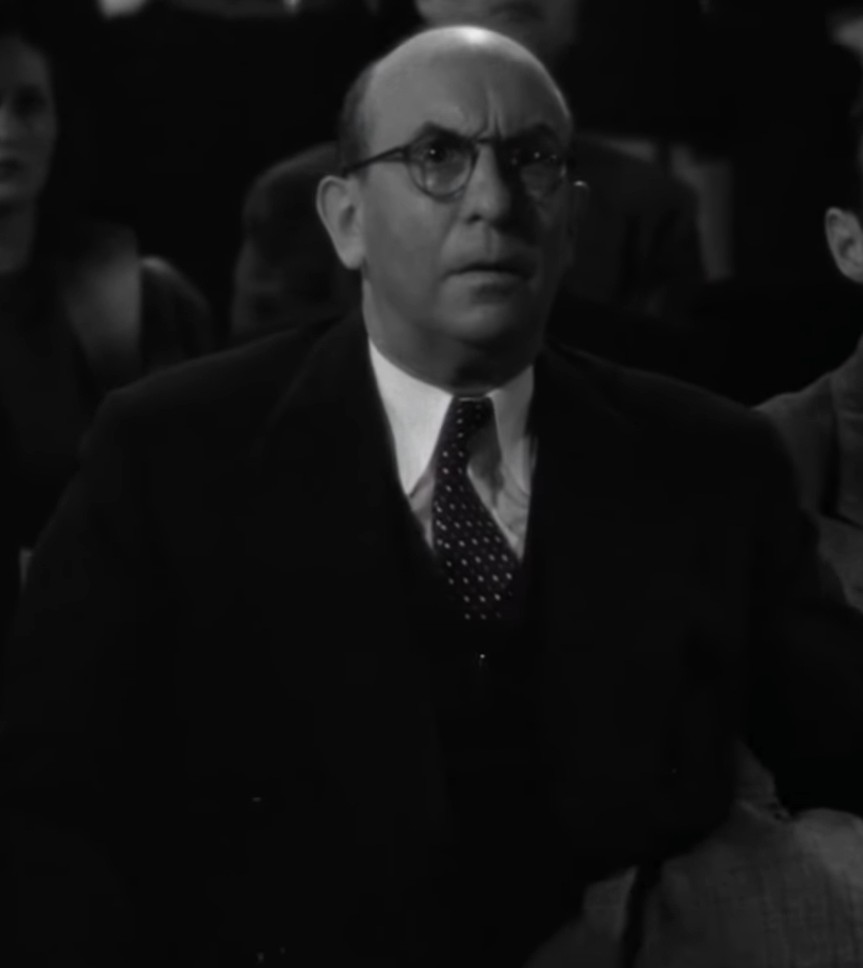

앤드류 톰브스(Andrew Tombes, 1885년 6월 29일~1976년 3월 17일)는 미국의 배우이다.
애슈터뷸라에서 태어났으며 뉴욕에서 사망하였다.

## 영화
- 내 사랑 지니(1952년)
- 오, 아름다운 인형(1949년)
- 투 가이스 프럼 텍사스(1948년)
- 크리스마스 이브(1947년)
- 더 패블러스 도르시스(1947년)
- 비터 더 밴드(1947년)
- 코파카바나(1947년)
- 보스톤에서 온 두 자매(1946년)
- 랩소디 인 블루(1945년)
- 수영하는 미녀(1944년)
- 썸딩 포 더 보이즈(1944년)
- 캔트 헬프 싱잉(1944년)
- 스윙 피버(1943년)
- 레버릴 위드 비벌리(1943년)
- 레츠 페이스 잇(1943년)
- 아이 두드 잇(1943년)
- 두 베리 워즈 어 레이디(1943년)
- 히스 버틀러스 시스터(1943년)
- 코니 아일랜드(1943년)
- 데이 올 키시드 더 브라이드(1942년)
- 비트윈 어스 걸스(1942년)
- 마이 갤 샐(1942년)
- 모로코 가는 길(1942년)
- 텍사스(1941년)
- 베드타임 스토리(1941년)
- 루이지아나 퍼처스(1941년)
- 존 도우를 찾아서(1941년)
- 발라라이카(1939년)
- 샐리, 아이린 앤 메리(1938년)
- 찰리 찬 앳 더 올림픽(1937년)
- 희극의 왕(1936년)
- 다우팅 토머스(1935년)
- 뮤직 이즈 매직(1935년)
- 물랑 루즈(1934년)